# José Saez
José Saez (Menen, 7 mei 1982) is een Franse voetballer (middenvelder) die sinds 2004 voor de Franse eersteklasser Valenciennes FC uitkomt. Eerder speelde hij onder meer voor Angers SCO.